# バンダ (オーケストラ)
バンダ（伊: banda）は、オーケストラなどで、主となる本来の編成とは別に、多くは離れた位置で「別働隊」として演奏する小規模のアンサンブル。「バンダ」の原義はイタリア語でバンド（英：band）のこと。

## 舞台音楽におけるバンダ
オペラ、劇付随音楽などの舞台音楽で用いられるバンダには、舞台裏で演奏するものの他に、舞台上で出演を兼ねて演奏するものがある。

## 舞台裏で演奏する場合
バンダが舞台裏で演奏する場合は、昔は必ず副指揮者が付いていたが、今日ではテレビカメラで本指揮者の映像を撮って順次に演奏するのが一般的で、それでも合わないときのみ副指揮者・アシスタントが付く。会場の中で演奏する場合は普通、テレビ・カメラで撮って合わせている。舞台の上の場合はカメラがある場合と無い場合がある。また、舞台裏やオーケストラピットに合唱を入れる場合もある。暗くて合わない場合はよく合唱指揮者がペンライトで指揮して合わせる場合がある。オーケストラ演奏とテンポを合わせる必要がない場合、録音テープ等で済ませてしまうこともある。

## バンダを用いた楽曲の例
楽譜上の指示は、独: auf dem Theater、伊: tromba interna、伊: banda などと記載されている。バンダの楽器は通常、金管楽器や打楽器が多いが、 ベルリオーズ『幻想交響曲』ではオーボエが第3楽章に使われており、ペンデレツキの交響曲第7番『エルサレムの7つの門』では金管楽器と打楽器に加えクラリネット、ファゴット、コントラファゴットが加わる。
以下の楽曲の中には奏者1人だけを別に立てる例も含まれる。厳密にはこうしたものをバンダと呼ぶのは適切でない可能性もあるが、便宜上挙げておく。

### オペラ
- モーツァルト - 『ドン・ジョヴァンニ』、『魔笛』
- ベートーヴェン - 『フィデリオ』
- ドニゼッティ - 『ランメルモールのルチア』
- ヴェルディ - 『リゴレット』[1]、『椿姫』、『仮面舞踏会』、『ドン・カルロ』、『アイーダ』[1]、『オテロ』
- ワーグナー - 『恋愛禁制』、『リエンツィ』、『さまよえるオランダ人』、『タンホイザー』、『ローエングリン』、『ラインの黄金』、『トリスタンとイゾルデ』、『ニュルンベルクのマイスタージンガー』、『パルジファル』
- ウェーバー - 『魔弾の射手』
- ビゼー - 『カルメン』
- ボロディン - 『イーゴリ公』
- R・シュトラウス - 『グントラム』、『ばらの騎士』、『影のない女』、『エジプトのヘレナ』、『無口な女』、『カプリッチョ』
- プッチーニ - 『マノン・レスコー』、『ラ・ボエーム』、『トスカ』、『蝶々夫人』、『西部の娘』、『トゥーランドット』
- ベルク - 『ヴォツェック』
- ショスタコーヴィチ - 『ムツェンスク郡のマクベス夫人』
- ツィンマーマン - 『兵士たち』

### バレエ音楽
- ストラヴィンスキー - 『火の鳥』
- ラヴェル - 『ダフニスとクロエ』
- レスピーギ - 『シバの女王ベルキス』

### 管弦楽曲・吹奏楽曲・その他
- ベートーヴェン - 『レオノーレ』序曲第2番・第3番
- ベルリオーズ - レクイエム、幻想交響曲
- ヴェルディ - レクイエム
- チャイコフスキー - 序曲『1812年』
- マーラー - 交響曲第1番・第2番・第3番・第8番、『嘆きの歌』
- R・シュトラウス - 英雄の生涯、アルプス交響曲、祝典前奏曲
- レスピーギ - 交響詩『ローマの松』・『ローマの祭り』
- ヤナーチェク - 『シンフォニエッタ』
- ショスタコーヴィチ - 祝典序曲
- ハチャトゥリアン - 交響曲第3番
- グレインジャー - 『戦士たち』
- デ・ナルディス - 交響詩『宇宙の審判』
- H・O・リード - 交響曲『メキシコの祭り』
- A・リード - 『エルサレム讃歌』
- ネリベル - アンティフォナーレ-金管6重奏とバンドのための
- セルゲイ・プロコフィエフ - 交響組曲『キージェ中尉』